# رود واینگا
رود واینگا (انگلیسی: Vayenga) یک رودخانه در استان آرخانگلسک کشور روسیه است.